# Les amours sous la Révolution
Les Amours sous la Révolution je francouzský televizní seriál o čtyřech epizodách, který režíroval Jean-Paul Carrère. Seriál byl premiérově vysílán na stanici Antene 2 od 25. ledna 1978 do 12. července 1978. Seriál zachycuje příběhy slavných párů Velké francouzské revoluce.

## Obsazení
| Claude Jade      | Lucile Desmoulins        |
| Bernard Alane    | Camille Desmoulins       |
| Anny Duperey     | Aimée de Coigny          |
| Nicolas Silberg  | André Chénier            |
| Maria Mauban     | Marie Adélaïde d'Orléans |
| Véronique Jannot | Delphine de Custine      |
| Gérard Chambre   | Lazare Hoche             |

## Epizody
1. La Passion de Camille et Lucile Desmoulins
2. Quatre dans une prison
3. André Chénier et la jeune captive
4. Les amants de Thermidor